# Saito (Miyazaki)
Saito (japanisch 西都市, -shi) ist eine japanische Stadt in der Präfektur Miyazaki auf der südjapanischen Insel Kyūshū.

## Übersicht
Hauptsächliche Erwerbszweige sind Land- und Forstwirtschaft. Landwirtschaftliche Produkte sind Grüner Pfeffer und Süßkartoffeln. 

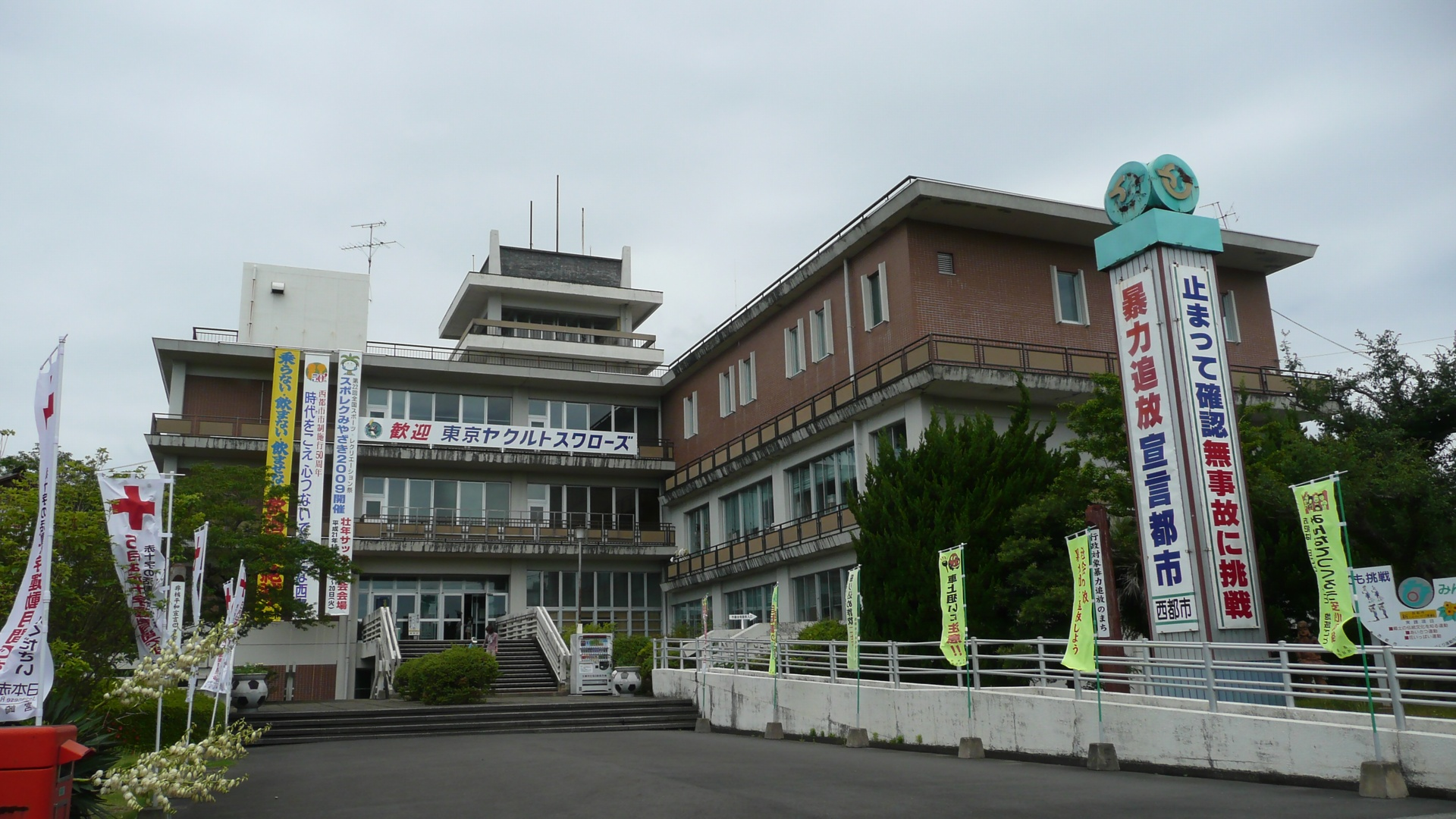
Rathaus von Saito

Die Stadt entwickelt sich zum Wohnvorort des nahegelegenen Miyazaki.
Saito erhielt am 1. April 1951 Stadtrecht.

## Sehenswürdigkeiten

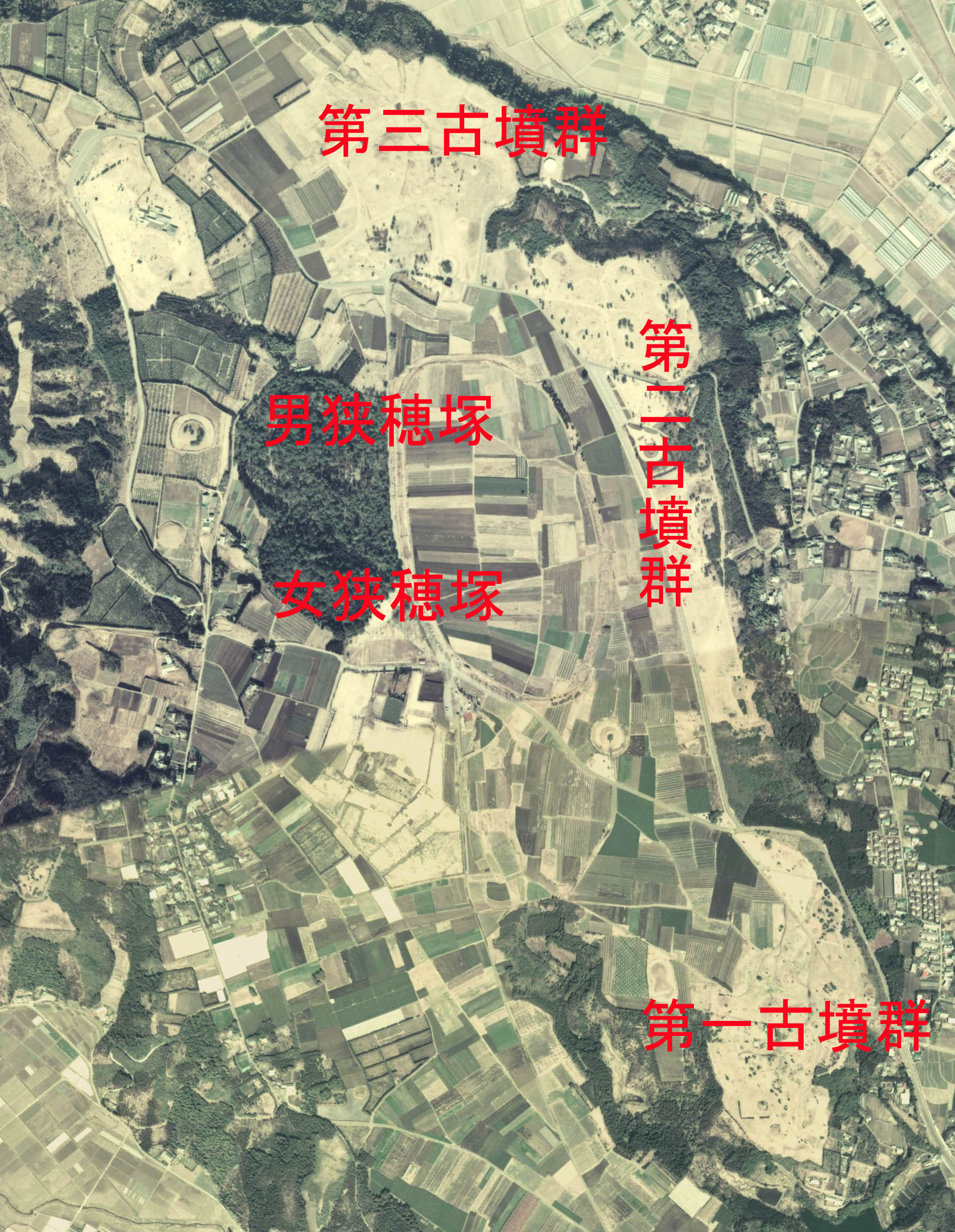
Luftbild der Saitobaru-Kofun-Gruppe

Saito ist bekannt für die Saitobaru-Kofun-Gruppe (西都原古墳群, Saitobaru kofun-gun). Die mehr als 300 Kofun, die zwischen dem 4. und 7. Jahrhundert errichtet wurden, machen sie zu einer der größten Ansammlungen von Kofun in Japan. 1952 wurde die Kofun-Gruppe zu einer besonderen historischen Stätte ernannt. Jeden Herbst wird das Kofun-Matsuri abgehalten.

## Verkehr
- Straßen:
  - Higashi-Kyūshū-Autobahn
  - Nationalstraße 219

## Söhne und Töchter der Stadt
- Yoshikazu Mera  (* 1971), Opernsänger (Countertenor)
- Shiotsuki Tōho (1886–1954), Maler

## Angrenzende Städte und Gemeinden

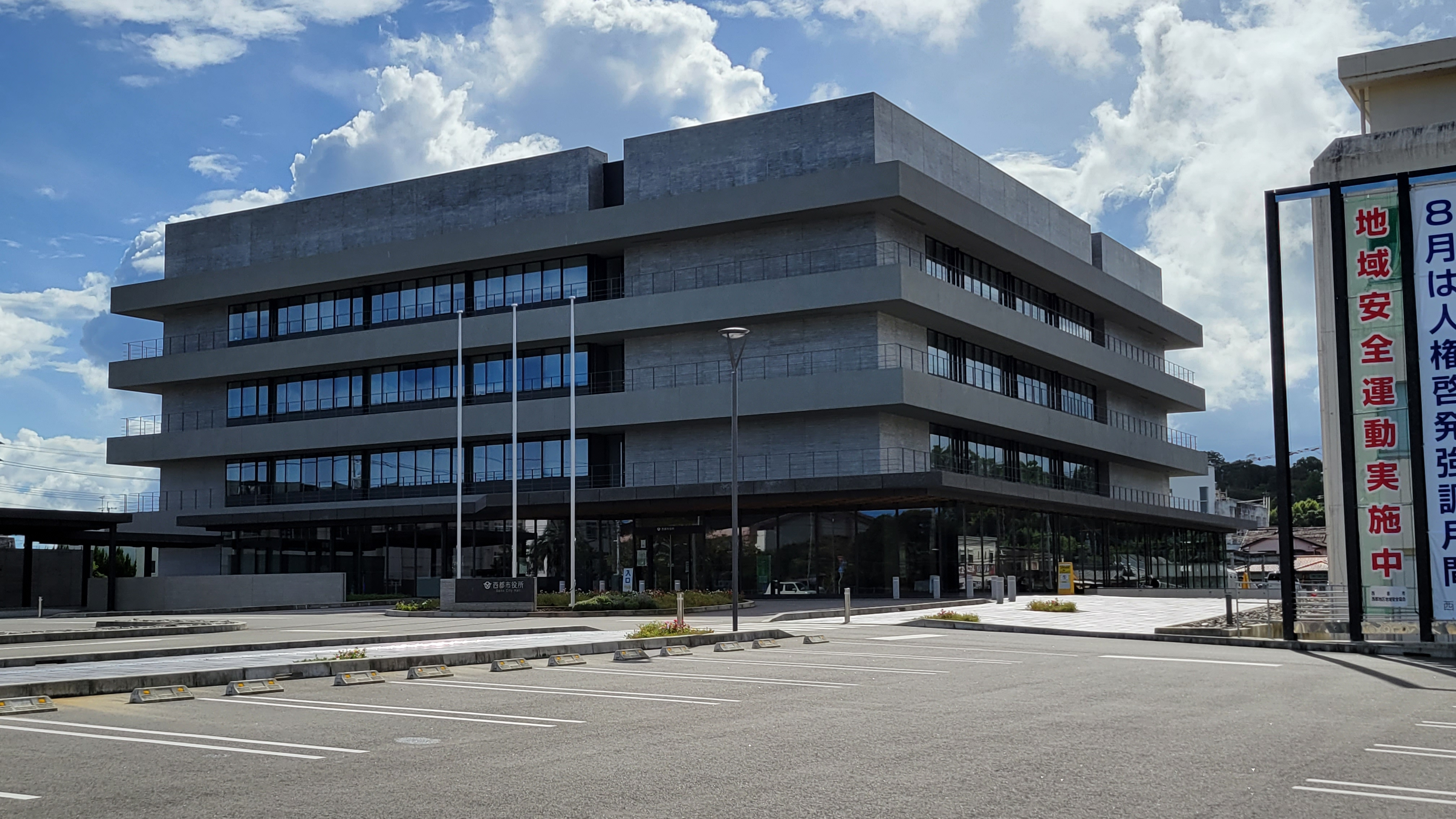
Westliches Rathaus der Präfektur Miyazaki nach dem 26. Juli 2021. Fotografiert im August 2023.

- Miyazaki